# Babak Rafati
Babak Rafati (født 28. maj 1970 i Hannover) er en tysk-iransk fodbolddommer, der siden 2005 har dømt i den tyske 1. Bundesliga. Ved siden af dommergerningen arbejder han som filialleder for et pengeinstitut i hjembyen Hannover. Internationalt nåede han at blive indrangeret som kategori 2-dommer.
19. november 2011 forsøgte Rafati selvmord godt 2 timer før han skulle dømme en kamp i Köln.

## Karriere

### Tyskland
I 1997 blev Rafati uddannet fodbolddommer under det tyske fodboldforbund, Deutscher Fußball-Bund. Han er tilknyttet Hannover-klubben Niedersachsen Döhren. Rafati blev i 2000 udnævnt til at dømme i landets anden bedste række, 2. Bundesliga. Han blev i sommeren 2005 forfremmet til 1. Bundesliga, hvor han debuterede 6. august 2005 i kampen imellem FC Köln og Mainz 05.
Babak Rafati skulle den 19. november 2011 dømme bundesligakampen imellem FC Köln og Mainz 05, de samme to hold som han dømte i sin debutkamp i rækken. Kampen blev aflyst 40 minutter før planlagt start, da Rafati ikke var dukket op på Kölns hjemmebane RheinEnergieStadion. Udeholdet fra Mainz boede på samme hotel som Rafati, og de så ved afrejse til stadion at der manglede én fra dommer-kvartetten. Kort tid efter fandt Babak Rafatis assisterende dommere ham liggende i badekaret på hotelværelset, hvor han havde forsøgt selvmord ved at skære sine pulsårer op. Rafati blev efterfølgende bragt til et hospital, hvor lægerne fik stabiliseret ham.
Rafati havde i november 2011 været dommer i 84 kampe i 1. Bundesliga og 101 kampe i 2. Bundesliga, ligesom han havde dømt et antal kampe i DFB-Pokal og lavere rangerende rækker.

### Internationalt
Babak Rafati blev 1. januar 2008 udnævnt til international dommer under verdensorganisationen FIFA, da han fik den ledige tyske plads fra Markus Merk der var faldet for aldersgrænsen. Rafatis første kamp i internationalt regi var EURO 2008 kvalifikationskampen for U/19 landshold imellem Ungarn og Litauen. Hans fjerde internationale kamp, og første imellem to klubhold, kom 14. august 2008 på City of Manchester Stadium, da han dømte UEFA Cup kampen imellem Manchester City og FC Midtjylland. Rafati dømte aldrig en turneringskamp imellem to A-landshold, men var dommer i venskabskampene imellem Armenien og Grækenland den 1. juni 2008, og kampen imellem Angola og Congo den 14. november 2009 på Estádio Nacional do Chiazi i Cabinda.
I september 2011 meddelte det tyske fodboldforbund Deutscher Fußball-Bund, at Rafati fra 1. januar 2012 ikke længere var på listen over tyske FIFA-dommere. Han nåede fra 2008 til 2011 at dømme fjorten kampe i FIFA-regi, hvor Europa League kvalifikationskampen den 27. juni 2011 imellem Stoke City og Hajduk Split blev den sidste.